# Borosnyai Lukács Simon
Borosnyai Lukács Simon (Székelyudvarhely, 1731. március 4. – Marosvásárhely, 1802. április 4.) református lelkész, egyházi író.

## Élete
Borosnyai Lukács János fia volt. Székelyudvarhelyen és Marosvásárhelyen tanult, majd a berni egyetemre járt. Marosvásárhelyi első papként tevékenykedett 1762-től negyven éven át, és korának legnépszerűbb erdélyi prédikátora volt. 1767-ben Dániel István és Bethlen János pártfogásával meghívták a székelyudvarhelyi gimnázium rektorának, de Borosnyai megmaradt a papi hivatásánál. 1774-ben egyházkerületi főjegyzővé választották, de a következő évben lemondott. 1784-ben ismét megválasztották, de a többszöri meggyőzési kisérleteket visszautasította, majd olyan feltételeket támasztott (nagyobb fizetés, utazási költségtérítés, segédlelkész biztosítása), amelyeket teljesíthetetlenek ítéltek.
1773. július 11-én, amikor II. József Marosvásárhelyre utazott, a városban ő kalauzolta és mellette tolmácsként működött. Felesége svájci nő volt: Húg Margit, akit teológiai tanulmányai idején, Bernben ismert meg. Fiuk: Borosnyai Lukács János, a református kollégium professzora.

## Munkái
- Hitnek világgyőző nagy ereje. Kolozsvár, 1768. (Rhédei János felett mondott prédikáció, Intze Mihályéval együtt kiadva.)
- Temetési predikatio, melyben Bánfi Klára csendes nyugodalmát leirta. Uo. 1768. (Intze Mihályéval együtt.)
- Igaznak halála, melyet hadadi Vesselényi Ferencz urnak eltemettetésének alkalmatosságára… csekély tanításban előadott 1770. Uo. 1771. (Verestói Györgyével együtt.)
- Temetési prédikáczió… czegei Vass Miklós eltemettetésének alkalmatosságával Czegén 1769. Uo. 1771.
- Temetési prédikáczió, melyet… néhai idősb báró Vargyas Daniel István… tisztességére készített és elmondott 1774-ben. Uo. 1775.
- Temetési predikáczió gróf Bethlen Ádám úrnak… midőn koporsóba záratott… utolsó tisztességet tett 1772-ben. Uo. 1776.
- Szent Mihály ordója, melyet Rhédei Mihály parancsolatjára… együgyü predikáczióban előadott. Marosvásárhelyt, 1777.
- L. B. Kemény Miklós… drága emlékezetét tisztelni és örökösíteni igyekezte… (Kolozsvár, 1778.)
- Jó atya és annak gyermeke u. m. gr. széki Teleki László és Teleki Eszter eltemettetések alkalmával beszélgetett. Kolozsvár 1779. («Halotti tanítások»-ban, másokéval együtt.)
- Jó feleség képe, br. losonczi Bánfi Kata gr. Toldalagi Ferencz hitestársa felett 1768-ban Marosvásárhelyt, 1783. (A Toldalagi Ferenc által kiadott Temetési Oszlop-ban.)